# Calopadia pauciseptata
Calopadia pauciseptata är en lavart som beskrevs av Lücking. Calopadia pauciseptata ingår i släktet Calopadia och familjen Pilocarpaceae.   Inga underarter finns listade i Catalogue of Life.